# 佐世保共済病院
佐世保共済病院（させぼきょうさいびょういん）は、国家公務員共済組合連合会が運営する医療機関（旧令共済病院））である。

## 概要

### 診療科
- 内科
- 放射線科
- 小児科
- 外科
- 整形外科
- リハビリテーション科
- 皮膚科・泌尿器科
- 眼科
- 耳鼻咽喉科
- 産婦人科
- 麻酔科
- 歯科口腔外科（インプラント）

### 許可病床数
- 306床【一般病床266床、地域包括ケア病床40床】

## 沿革
- 1911年（明治44年）1月6日 - 佐世保海軍工廠職工共済会病院として発足。
- 1945年（昭和20年）12月1日 - 海軍共済組合解散[注釈 1]により権利義務一切が共済協会に引き継がれ、以後財団法人共済協会佐世保共済病院となる。
- 1983年（昭和58年） - 本館改築竣工。
- 1991年（平成3年） - 北館新築竣工。
- 1997年（平成9年）4月1日 - 年金法改正の為、国家公務員共済組合連合会佐世保共済病院となる。
- 1999年（平成11年） - 北館に隣接し増築された新病棟竣工。
- 2012年（平成24年）10月16日 - 地域医療支援病院の承認。

## 医療機関の指定等
- 保険医療機関
- 労災保険指定医療機関
- 指定自立支援医療機関（更生医療）
- 指定自立支援医療機関（育成医療）
- 指定自立支援医療機関（精神通院医療）
- 身体障害者福祉法指定医の配置されている医療機関
- 結核指定医療機関
- 指定養育医療機関
- 小児慢性特定疾患治療研究事業委託医療機関
- 戦傷病者特別援護法指定医療機関
- 原子爆弾被害者医療指定医療機関
- 原子爆弾被害者一般疾病医療取扱医療機関
- 公害医療機関
- 母体保護法指定医の配置されている医療機関
- 地域医療支援病院
- へき地拠点病院
- 臨床研修病院
- 特定疾患治療研究事業委託医療機関
- DPC対象病院

## 交通機関
- 松浦鉄道西九州線 佐世保中央駅より連絡通路を通って徒歩で約2分。
- 西肥バス（させぼバスも含む）
  - 佐世保駅前より約5分、「島瀬町」停留所または「共済病院前」停留所下車。
  - 朝には佐世保市総合医療センターなどとを結ぶ循環バスが運行されている。

## 旧令共済病院
- 東京共済病院
- 横須賀共済病院
- 横須賀共済病院分院
- 平塚共済病院
- 横浜栄共済病院
- 横浜南共済病院
- 舞鶴共済病院
- 呉共済病院
- 呉共済病院忠海分院
- 舞鶴こども療育センター